# Fiesta de la Virgen del Carmen de Paucartambo
La fiesta de la Virgen del Carmen de Paucartambo es una celebración religiosa y folklórica que tiene lugar en Paucartambo (Cuzco), entre el 15 al 18 de julio de cada año, en honor a la Virgen del Carmen —su patrona, llamada también Mamacha Carmen— , celebrándose el 16 de julio su día central.
Estas celebraciones, que se remontan al siglo XVII cuando la corona española envió la imagen de la Virgen del Carmen a Paucartambo, se realiza con música, procesiones y danzas con máscaras y típicos vestidos locales. La fiesta reúne a paucartambinos que vienen de todas partes del orbe, en un reencuentro con su pasado, y a turistas locales y extranjeros.
La estatua de la Virgen del Carmen fue coronada por el papa Juan Pablo II durante su peregrinaje al Perú en 1985. Este acontecimiento es celebrado hoy en día en el mundo andino, como un acontecimiento muy importante por la ceremonia realizada en Sacsayhuamán, en la ciudad del Cuzco.

## Desarrollo
El culto a la Patrona de los Mestizos, es decir, la Virgen del Carmen o Mamacha Carmen, se expresa con coloridas representaciones en la procesión de la imagen por las calles del pueblo: música, coros que cantan en quechua y comparsas que representan pasajes de la historia del Perú. 
La celebración se inicia con la entrada, la procesión de las ceras y en la noche el “qonoy”, la quema de fuegos artificiales y la serenata a la Virgen. 
El día central, 16 de julio, la fiesta muestra todo su esplendor con la presentación de las comparsas en las calles (alrededor de veinte grupos de danzas) y plazas de Paucartambo. Por la tarde se saca en procesión la imagen de la Virgen acompañada de danzarines y bandas de músicos. Tradicionalmente la Virgen bendice a los asistentes y aleja a los saqras, demonios que realizan arriesgadas piruetas sobre los tejados intentando tentar al pecado a la Virgen y los asistentes.
Al día siguiente nuevamente salen a las calles los danzantes y por la noche ocurre la famosa “guerrilla”, simulación de lucha entre ángeles, demonios y el pueblo, También se realiza una excursión al cerro Tres Cruces para observar el amanecer.

### Comparsas
Diversos grupos representan un tipo de personaje que se vincula a un baile folklórico como:
- Qhapaq Negro
- Qapaq Chuncho
- Doctorcito o Siklla
- Qhapaq Qolla
- Ch'unchachas
- K'achampa
- Aucca Chileno
- Misti Qanchi
- Saqra ("diablo")
- Waca waca
- Qoyacha
- Negrillo
- Contradanza
- Paucartampus
- Maqt'a
- Panadero
- Chucchu
- Danzaq
- Majeño

Cada grupo de bailarines cuenta con un Carguyoc, un mayordomo que financia los gastos, y una banda musical, la cual toca continuamente la melodía asignada al grupo. Son grupos definidos por tradición y la participación activa es posible por herencia o por motivos muy especiales de honor.

## Patrimonio Cultural de la Nación
En 2006 el Ministerio de Cultura declaró esta fiesta mediante la resolución RDN 543/INC-2006 como Patrimonio Cultural de la Nación. En 2011 Dirección Regional de Cultura de Cusco anunció la presentación de la candidatura de la fiesta de la Mamacha Carmen como Patrimonio Cultural Inmaterial de la Humanidad. Ese mismo año se declaró al templo que contiene la imagen de la virgen como patrimonio nacional.